# معركة سانتاندير
معركة سانتاندير هي معركة دارت رحاها خلال الحرب في الحملة الشمالية من الحرب الأهلية الإسبانية صيف 1937. وقد أكد سقوط سانتاندير في 26 أغسطس الغزو القومي لمقاطعة سانتاندير، التي أصبحت الآن منطقة كانتابريا. وقد دمرت المعركة "جيش الجمهورية الشمالي"، حيث أسر القوميون 60,000 جندي من جيش الجمهورية.

## البداية
بعد سقوط بسكاية في يوليو 1937، أمرت حكومة الجمهورية بشن هجوم على برونيت، كمناورة لتخفيف الضغط على مدريد واحتواء تقدم جيش المتمردين في الشمال في ذلك الوقت على حدود مقاطعة كانتابريا. انتهت معركة برونيت في نهاية يوليو، وبسبب حرص الجنرال فرانكو على إنهاء مسألة الشمال، استعاد الوحدات التي أرسلها إلى عمليات المركز، فأصبح الهجوم وشيكا.
في 6 أغسطس صدر مرسوم في سانتاندير لتشكيل مجلس مفوض للحكومة في الشمال، برئاسة الجنرال ماريانو غامير أوليباري أعلى مسؤول عسكري، ويتألف من ممثل عن حكومات الباسك وأشتورية وكانتابريا. وبذا جرى تنسيق الإجراءات الدفاعية. وقد عانى سكان العاصمة في هذا الوقت من غارات جوية منتظمة أكثر بكثير من العام السابق، إلى جانب نقص الطعام، وشجعتهم الصحافة المحلية في مهمة محمومة للتحصين. وفي الوقت نفسه تم نقل لاجئي الباسك عن طريق البحر إلى فرنسا.
تم تكليف 80,000 رجل بالدفاع عن إقليم كانتابريا في أربعة فيالق عسكرية: تشكيل الرابع عشر من بقايا جيش الباسك (Euzko Gudarostea)، والخامس عشر المكون في الغالب من قوات كانتابريا وبدرجة أقل الفيلق السادس عشر والسابع عشر (كلاهما أستوريان). دعمًا لتلك القوات كان لدى الجمهوريين 50 بطارية مدفعية و 33 مقاتلة وقاذفة و 11 طائرة استطلاع.
من جانبهم تكونت قوات الجانب المتمرّد من ستة ألوية من نافارا، واثنين من قشتالة بقيادة ميغيل كابانياس. ومدعومين بثلاث فرق ولواء إيطالي بقيادة إتوري باستيكو، كان من المقرر أن يشارك 25000 جندي إيطالي في المعركة. وجميع تلك القوات بقيادة الجنرال فيديل دافيلا أروندو قائد جيش الشمال بعد وفاة الجنرال إميليو مولا. يجب أن يضاف إلى ذلك عدد كبير من المدفعية  والدعم الجوي. وكان عددهم 90 ألف رجل.
وأضحت ساحة المعركة في منطقة جبلية حيث الجبهة تقع في سلسلة جبال كانتابريا التي كانت أعلى قممها بيد الحكومة، والتي كانت لها مزايا موضعية. امتد خط المعركة عبر المنطقة الجنوبية من راينوسا إلى بويرتو ديل اسكودو، مما أدى إلى رسم جيوب بين بارويلو دي سانتولان وأغيلار دي كامبو وسونسيلو، والتي شكلت موقع الحكومة على هضبة قشتالة وحيث يوجد أكبر عدد من قوات جمهورية قشتالة. على المدى الطويل سيصبح هذا الجيب فخًا، بسبب مشاكل الإمداد وصعوبة الدفاع عنه.
ومن ناحية أخرى كانت أوضاع المتمردين المادية والمعنوية أعلى من أوضاع القوات الحكومية. ولم ترغب العديد من وحدات الباسك في القتال خارج منطقة أوسكادي، وكان لينداكاري نفسه خوسيه أنطونيو أغيري قد أراد نقل جميع قوات الباسك بالسفن إلى جبهة أراغون عبر فرنسا للتقدم في نافارا نحو مؤخرة جيش الحكومة، وهي فكرة رفضتها حكومة الجمهورية في بلنسية، معتبرة ذلك غير عملي وخيالي. يجب أن نضيف إلى ذلك العلاقات الصعبة بين مختلف الكتائب الأستورية والكانتابرية والباسك. وقد أشارت دولوريس إيباروري إلى ذلك:
الحديث عن جيش الشمال كان تافه. كانت هناك ميليشيات أستورياس وميليشيات سانتاندير ومليشيات إقليم الباسك، والتي تصرفت بشكل عام مع قادتها (...) وآخرين إلى كارثة، والجميع يمضون تمهيدًا لهزيمة الجمهورية ... دولوريس إيباروري. الطريق الوحيد (1963).
وانخفضت المعنويات أكثر عندما انتشرت أولى الشائعات الموثوقة ولفترة طويلة، أن كبار المسؤولين في حكومة الباسك كانوا يتفاوضون منذ يونيو على استسلام قواتهم للإيطاليين، والذي تجسد في 24 أغسطس بتوقيع ميثاق سانتوس. وتمركز قوات جيش الباسك في تلك البلدة الكانتابرية.

## التسلسل الزمني للهجوم
- 14 أغسطس هاجم لواء نافاريس الأول القومي الجبهة بين فالديسبولاس (بالنسيا) وكويستا لابرا في محاولة لعزل القوات الجمهورية جنوب جبال كانتابريا.
- 15 أغسطس تقدم القوميون في منطقة بارويلو (بالينثيا) حتى بينيا روبيا وسالسيديلو وماتاليخوس ورينوسيلا. تراجعت القوات الجمهورية إلى بورتيلو دي سوانو.
- 16 أغسطس هزم القوميون الجمهوريين في بورتيلو دي سوانو وأخذوا المصانع بالقرب من راينوسا (كانتابريا)؛ ثم دخلوا راينوسا مساءًا. وتقدم لواء نافاري الرابع في وادي نهر ساجا باتجاه وادي كابويرنيجا (كانتابريا). وتقدم القوات الإيطالية من برغش إلى لانشارس وسان ميغيل دي أغوايو (كانتابريا).
- 17 أغسطس أخذت القوات الإيطالية ممر إلسكودو وانضمت إلى بقية القوات في سان ميغيل دي أغوايو. 22 كتيبة جمهورية مطوقة في كامبو (كانتابريا).
- 18 أغسطس استولت القوات القومية على سانتيوردي، واستولت القوات الإيطالية على سان بيدرو ديل روميرال وسان ميغيل دي لوينا (كانتابريا).
- 19 أغسطس تقدمت القوات القومية في كابويرنيجا ووادي نهر باس، واستولت على بارسينا دي بي دي كونتشا و إنترامباسميستاس (كانتابريا).
- 20 أغسطس تقدمت القوات الإيطالية اتجاه فيلاكارايدو وتقدمت القوات النافارية تجاه توريلافيجا وكابيزون دي لا سال.
- 22 أغسطس استولى القوميون على سيلايا وفيلاكارايدو وأونتانيدا ولاس فراجواس (كانتابريا).
- 23 أغسطس دخلت قوات النافارية وادي مازكويراس واستولت على جبل إيبيو، مما أدى تقريبًا إلى قطع الطريق الرئيسي والسكك الحديدية بين شنت أندر وأشتورية. وواجته القوات الإيطالية مقاومة الجمهوريين بالقرب من جسر فيسجو (كانتابريا).
- 24 أغسطس أصدر الجنرال غامير أوليباري أوامره بالإخلاء العام إلى أستورياس. فأخذ القوميون توريلافيجا وباريدا، وقطع الطريق الرئيسي المؤدي إلى أستورياس. وقعت القوات الباسكية بعد هزيمة الجبهة، على اتفاقية سانتونيا التي استسلمت بموجبها للإيطاليين.
- 25 أغسطس غادرت السلطات الجمهورية الرئيسية سانتاندير متجهة إلى خيخون (أستورياس).
- 26 أغسطس دخل القوميون سانتاندير حوالي الظهر. تم وضع 17000 جمهوري سجناء وأعدم العديد منهم على الفور.
- 1 سبتمبر استولى القوميون على أونكويرا (كانتابريا) على الحدود مع أستورياس.
- 17 سبتمبر وقعت تريسفايسو بيد القوميين، وهو آخر إقليم لكانتابريا للجمهوريين.

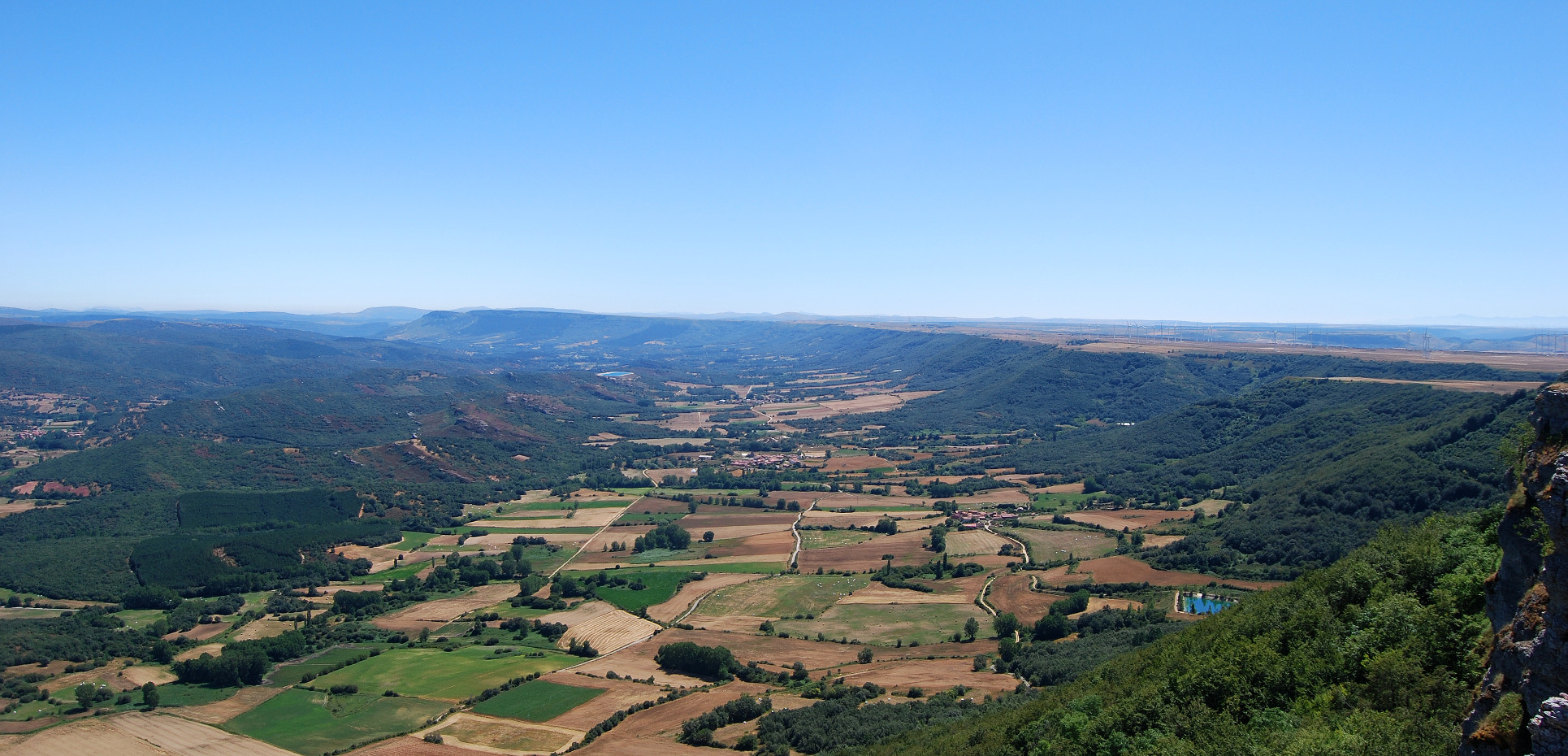
في منطقة فالديريدايبلي جنوب كانتابريا، حددت النتوءات الصخرية في لا لورا فالديفيا (على يمين الصورة) الجبهة قبل معركة كانتابريا. حيث سيطرت القوات الجمهورية على الجزء السفلي من وادي إيبرو بينما احتل جيش المتمردين مواقع عالية في لا لورا، حيث قاموا ببناء العديد من الخنادق للحماية والسيطرة.

## النتائج
أدى سقوط سانتاندر إلى جانب الاستيلاء على بلباو المحصنة جيدًا، إلى إحداث فجوة لا يمكن إصلاحها في الجبهة الشمالية للجمهورية. كان تدمير جيش الشمال بمثابة ضربة قاصمة أخرى لقوة الجمهورية المترهلة وحولت الحرب لصالح فرانكو. العوامل التي تفسر هزيمة الجمهوريين تشمل:
- التفوق الساحق للقوميين في المدفعية والقوة الجوية.
- عدم وجود قيادة موحدة بين الوحدات الجمهورية الأستورية والكانتابرية والباسك.
- دقة وصدمة وسرعة التقدم القومي الذي كان هدفه تدمير قوات العدو وليس تعزيز الأراضي.
- معنويات المدافعين المتدنية، على عكس ثقة وحماس القوميين الاستثنائية.
- التمرد والفتنة من قبل وحدات الباسك في المعسكر الجمهوري (اتفاقية سانتونيا).

ثبت أن الكارثة كاملة والخسائر لا يمكن إصلاحها. من بين ألوية الباسك الاثني عشر، لم يتبق في النهاية سوى ثماني كتائب محطمة. تم تخفيض جيش سانتاندير الجمهوري المكون من اثني عشر لواء إلى ست كتائب. تعهد الأستوريون بـ 27 كتيبة وهربوا بأربعة عشر كتيبة فقط. لم تحقق قوات فرانكو في أي مسرح آخر للحرب الأهلية نتائج حاسمة مثل تلك التي حققتها حملة سانتاندير: تم محو ستين ألف جندي جمهوري من الخريطة، مع ما يقابل ذلك من خسائر في العتاد. كانت الحرب في الشمال على وشك الانتصار.

## الوصلات الخارجية
- الحرب الأهلية الإسبانية في كانتابريا
- ممر إسكودو والقوات الإيطالية